# Playa fluvial
Una playa fluvial es un lugar acondicionado para el baño, el ocio y el descanso, situado en los cauces de ríos y en algunos casos en pantanos.
Suelen estar rodeadas de espacios naturales, de arboleda para protegerse del sol y provistas con mesas de pícnic, césped, vestuarios, duchas, WCs, instalaciones deportivas, de juegos y columpios para niños, aparcamiento para vehículos e incluso algunas suelen contar con servicio de socorrismo y puesto de primeros auxilios en temporada de verano.
Pueden ser naturales, aprovechando la ribera del río o la forma del pantano; o pueden ser artificiales, es decir que hayan sido creadas por el hombre ensanchando el cauce para crear un lugar de baño adecuado o incluso una piscina cerrada.

## Ejemplos

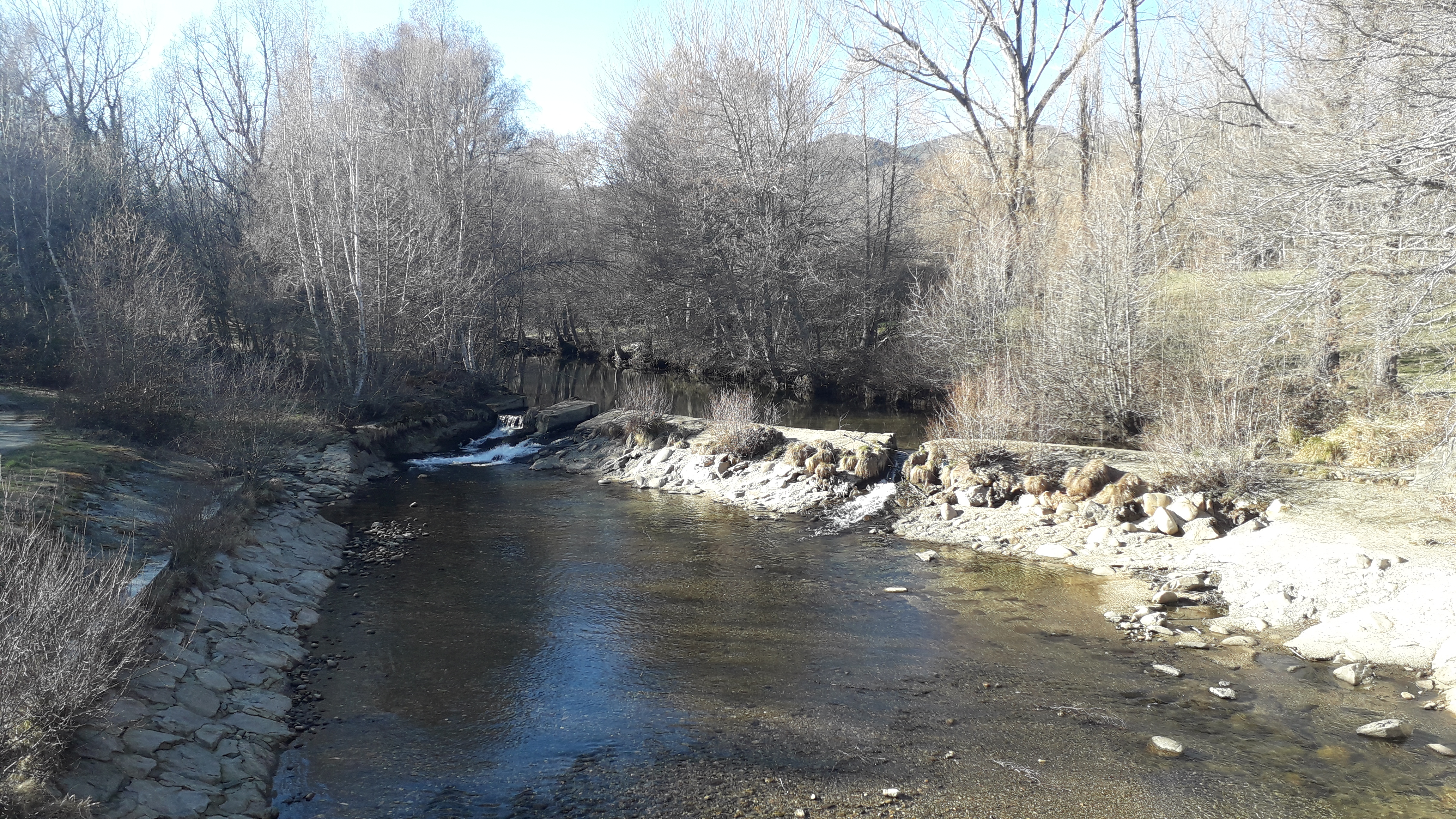
Playa fluvial de Requejo en Zamora, España.
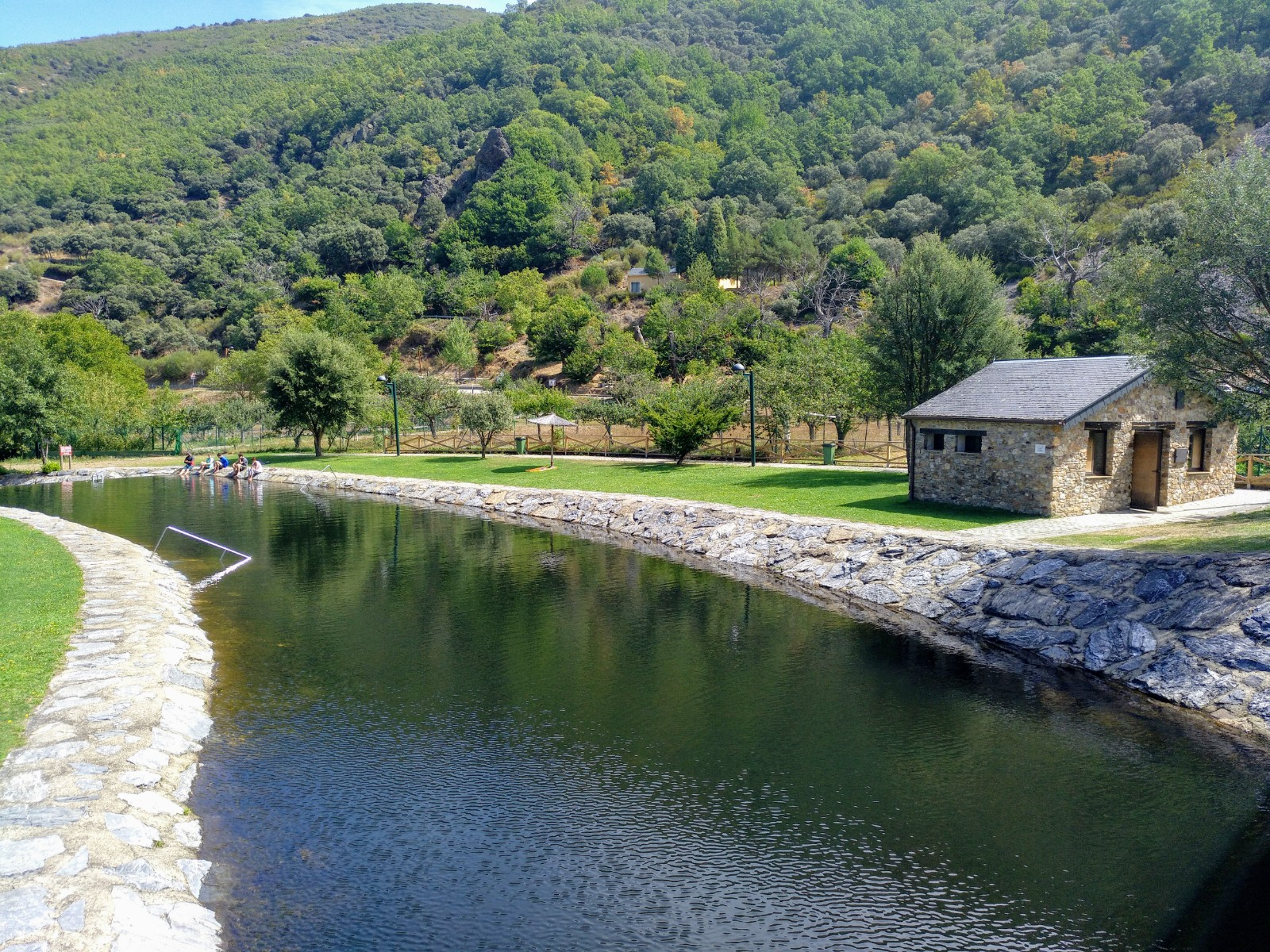
Playa fluvial de San Facundo, provincia de León, España. Ambas imágenes muestran playas fluviales de entornos rurales, más básica, similares a piscinas.
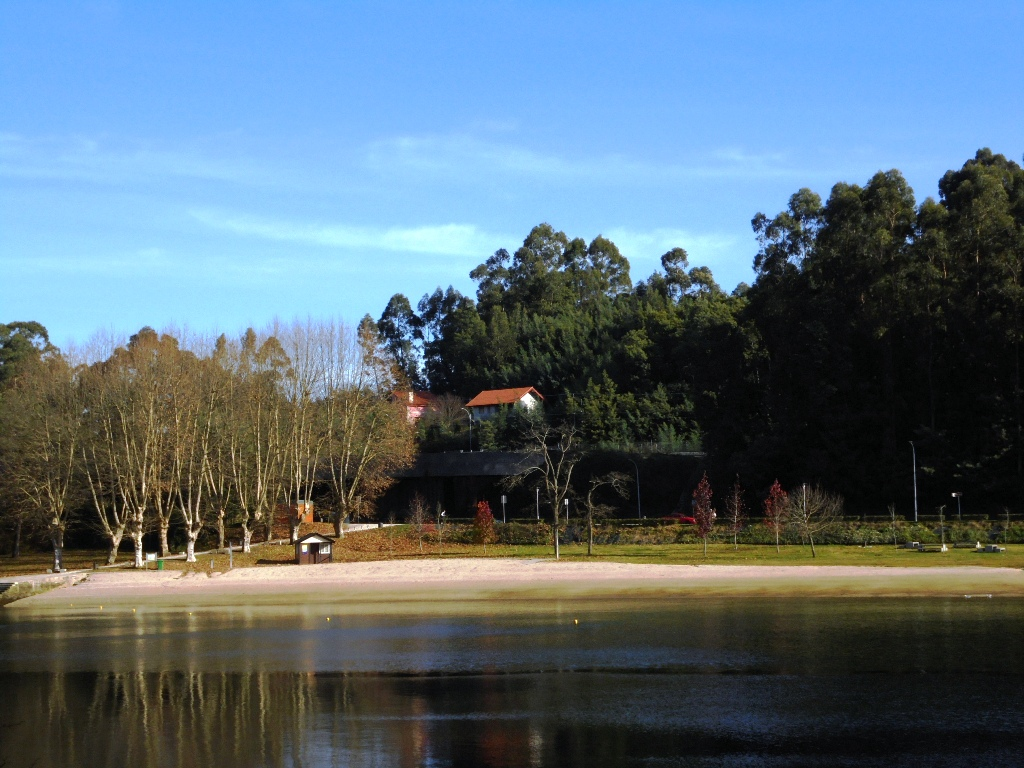
Vistas de la playa fluvial de Lérez, situada en la provincia de Pontevedra, España.
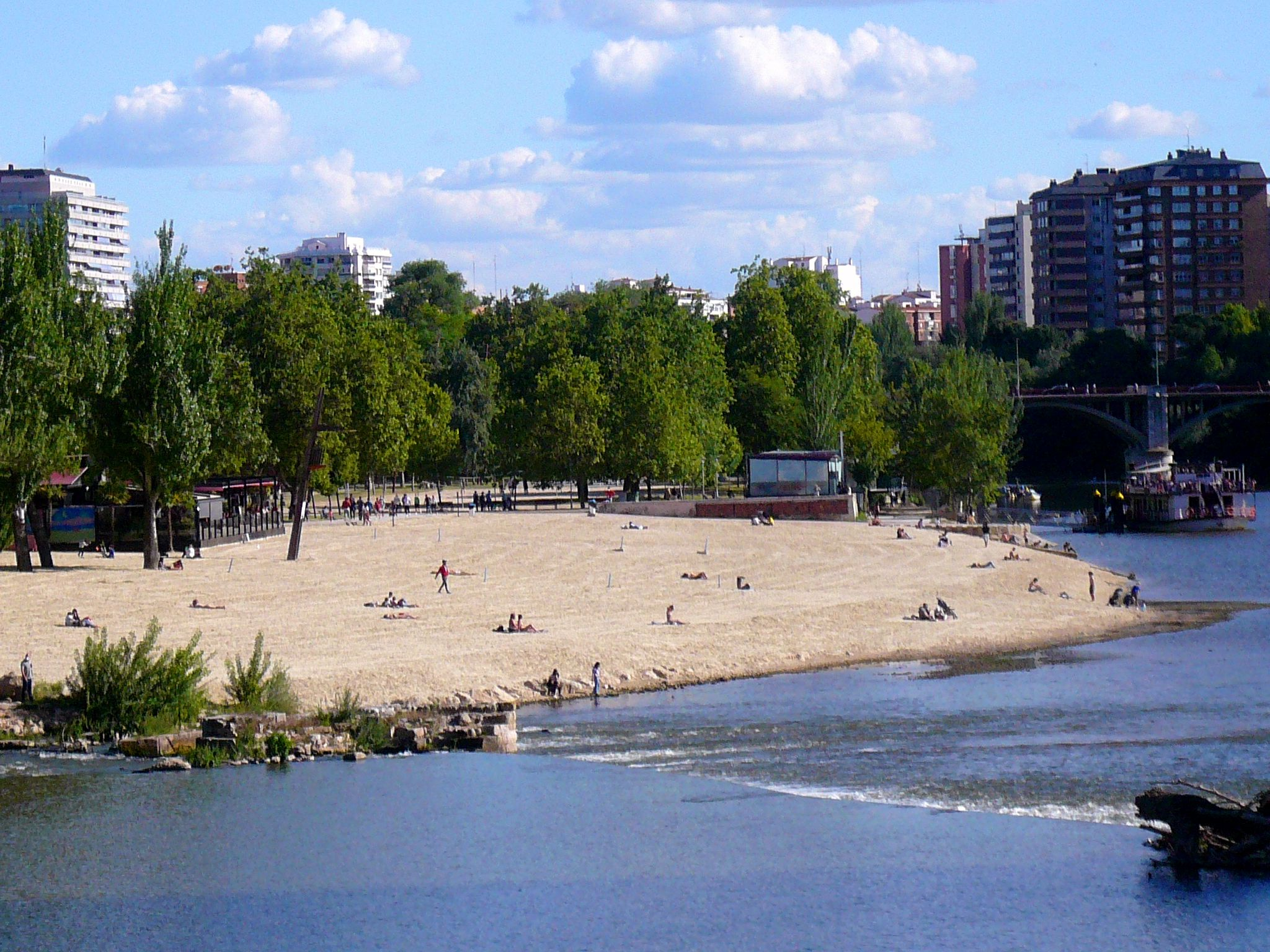
Vista de la playa de las Moreras, en el río  Pisuerga, a su paso por la ciudad de Valladolid, España en la que se aprecia la arena similar a las playas del litoral.